# Rychlá lékařská pomoc v systému rendez-vous

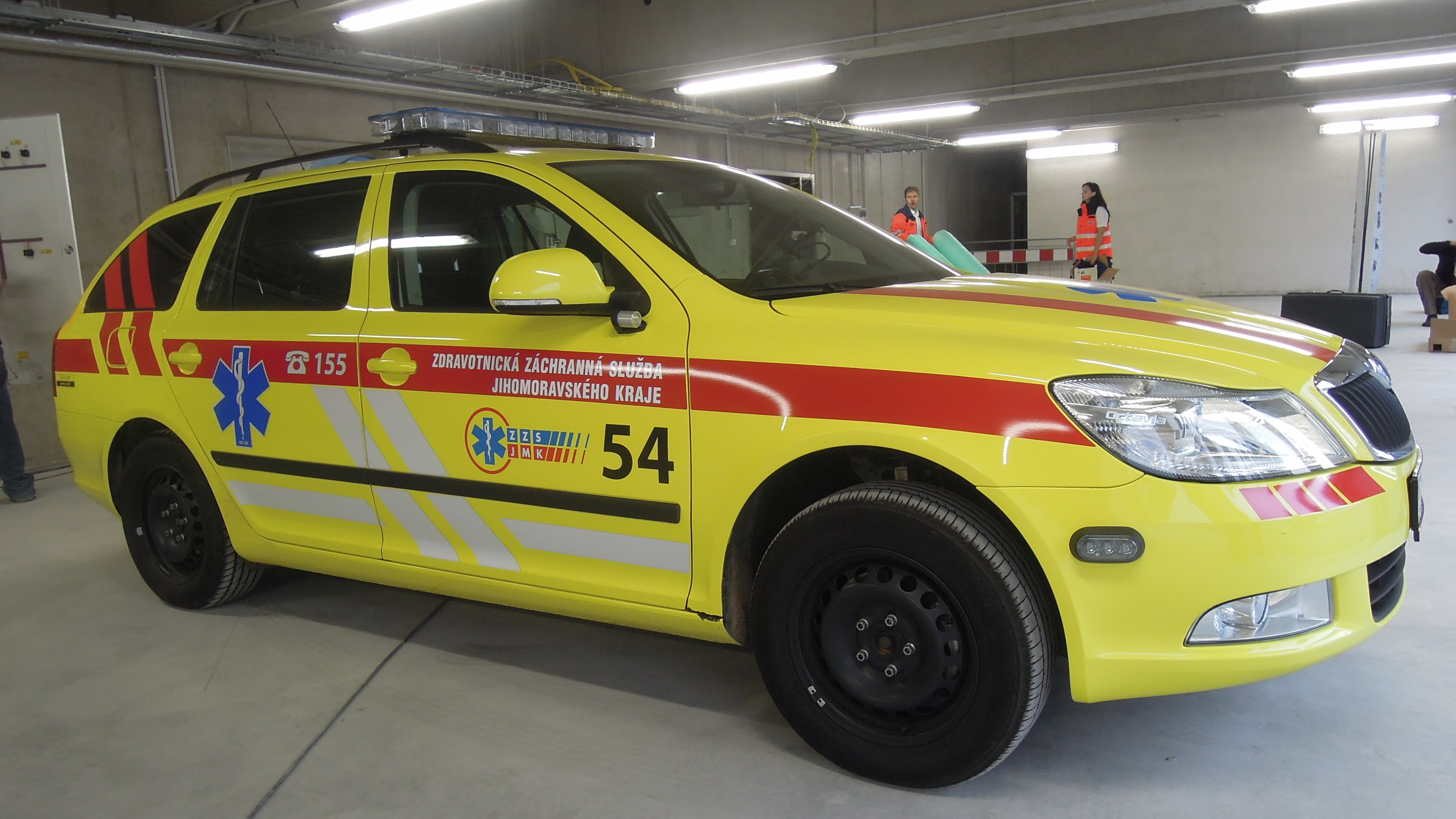
Škoda Octavia Combi Zdravotnické záchranné služby Jihomoravského kraje pro výjezdy v režimu rychlá lékařská pomoc v systému Rendez-Vous

Rychlá lékařská pomoc v systému rendez-vous, označovaná obvykle jen jako skupina rendez-vous nebo RV, je typ výjezdové skupiny zdravotnické záchranné služby. Skupina RV pracuje ve složení lékař a řidič-záchranář. Jedná se o jeden ze dvou typů lékařských výjezdových skupin zdravotnické záchranné služby v Česku. Výjezdové skupiny jsou nejčastěji zařazovány do víceúrovňového setkávacího systému neboli systému rendez-vous.

## Historie
Výjezdové skupiny rychlé lékařské pomoci v systému rendez-vous existují v Česku od roku 1987, kdy byl tento systém zaveden poprvé v Praze. V roce 1992 vydalo Ministerstvo zdravotnictví České republiky vyhlášku 434/1992 Sb. o zdravotnické záchranné službě, v níž byly definovány pouze výjezdové skupiny rychlé zdravotnické pomoci a rychlé lékařské pomoci. V zákoně 374/2011 Sb. o zdravotnické záchranné službě z roku 2011 jsou výjezdové skupiny RV definovány jako typ výjezdových skupin rychlé lékařské pomoci pro setkávací systém.

## Současnost

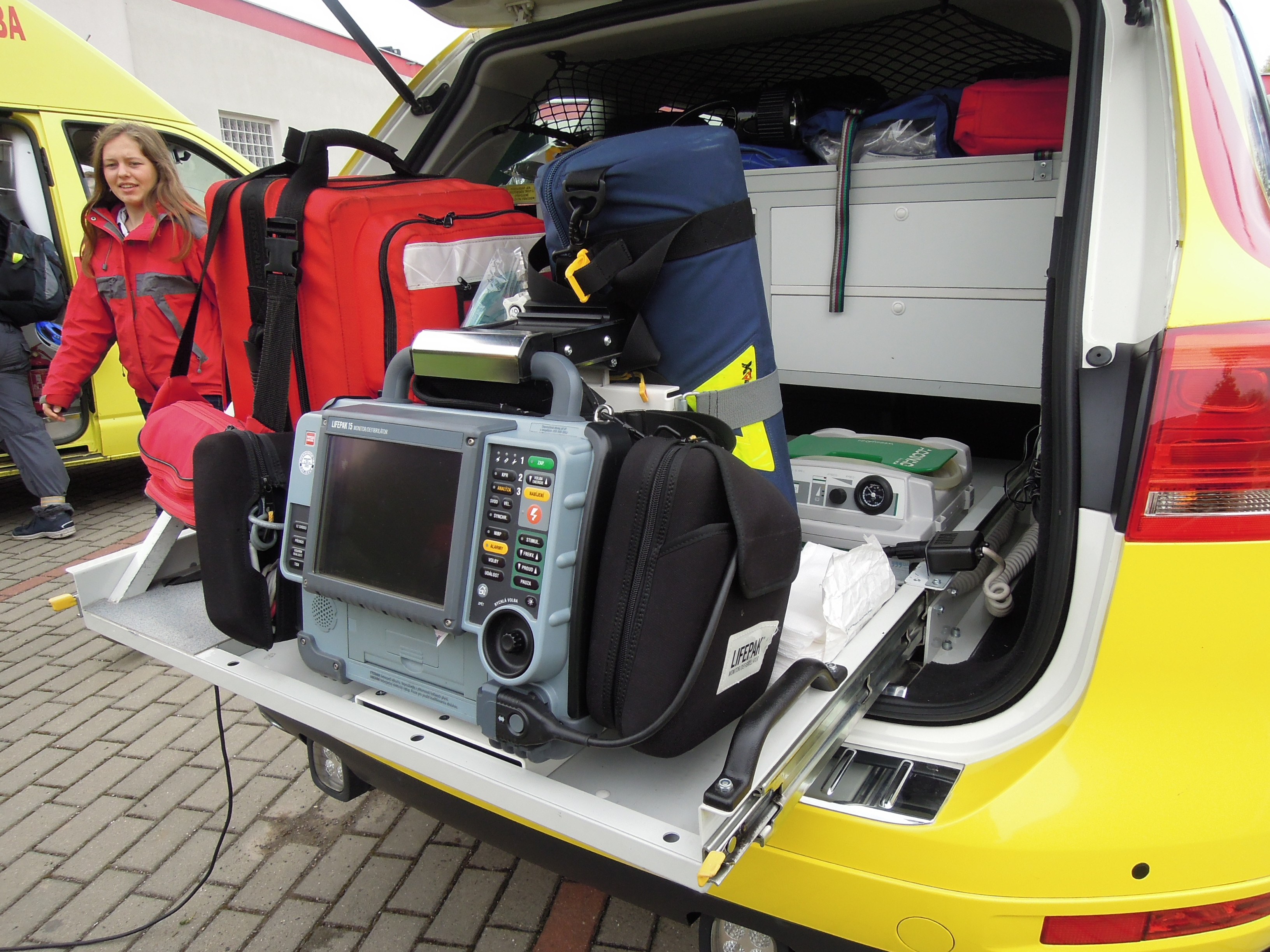
Vnitřní zástavba vozidla RV Zdravotnické záchranné služby Královéhradeckého kraje

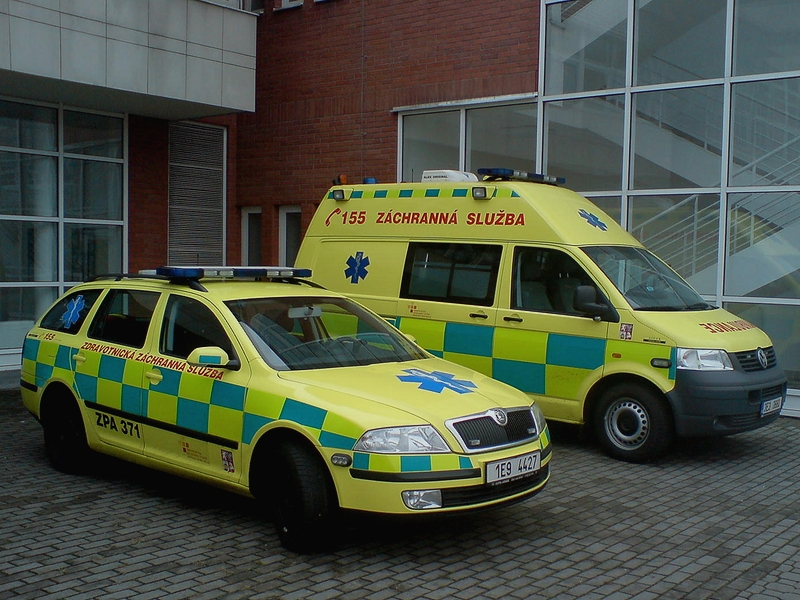
Sanitní vozidla Volkswagen Transporter T5 pro výjezdové skupiny rychlé zdravotnické pomoci a Škoda Octavia Combi pro výjezdy v režimu rychlá lékařská pomoc v systému rendez-vous, Zdravotnická záchranná služba Pardubického kraje

Výjezdová skupina rychlé lékařské pomoci v systému rendez-vous, označovaná obvykle jako výjezdová skupina RV, pracuje ve složení lékař a řidič-záchranář. Jedná se o jeden ze dvou typů lékařských výjezdových skupin v Česku. Od standardní výjezdové skupiny rychlé lékařské pomoci se skupiny RV odlišují především tím, že k výjezdům nevyužívají velká sanitní vozidla, ale osobní nebo SUV vozidla, která mají zdravotnické vybavení shodné s velkými sanitkami, ale nedisponují mobilizačním vybavením. Takové vozidlo tak není schopno transportovat pacienta a výjezdové skupiny RV tak pracují nejčastěji v součinnosti s výjezdovými skupinami rychlé zdravotnické pomoci (RZP) ve víceúrovňovém setkávacím systému neboli systému rendez-vous.

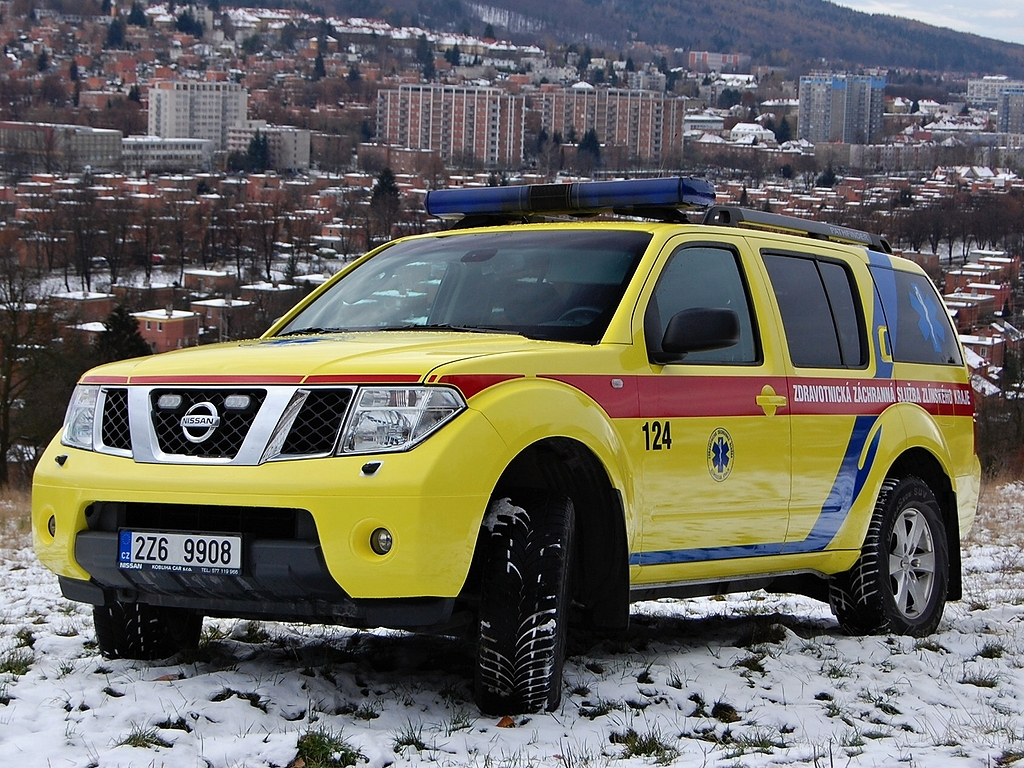
Nissan Pathfinder Zdravotnické záchranné služby Zlínského kraje

Setkávací systém funguje na pricnipu setkávání dvou typů výjezdových skupin, a to skupin RV a RZP. V oblastech se zavedeným systémem rendez-vous existují výjezdová stanoviště, na nichž je k dispozici větší počet skupin RZP a na některých stanovištích jsou k dispozici skupiny RV. V případě výjezdu se pak často setkávají na místě náhlé události výjezdové skupiny z různých výjezdových stanovišť.
Mezi hlavní výhody výjezdových skupin rychlé lékařské pomoci v systému rendez-vous patří jejich flexibilita a rychlost. Osobní nebo SUV vozidlo s lékařem se k pacientovi často dostane rychleji než velké sanitní vozidlo. V případě, že pacientův stav není natolik vážný, aby si vyžadoval přítomnost lékaře při transportu do zdravotnického zařízení, je skupina RV s lékařem opět volná a pacient je transportován kvalifikovanou skupinou RZP. V závažných případech se lékař přesune do velké sanitky a doprovází postiženého do zdravotnického zařízení. Mezi další výhody patří nižší počet lékařů, kteří jsou využíváni k většímu počtu výjezdů. Do systému rendez-vous nebývají obvykle zařazovány standardní výjezdové skupiny rychlé lékařské pomoci. Na počátku roku 2013 nebyly výjezdové skupiny RV zavedeny pouze v Ústeckém kraji, kde doposud vyjíždějí pouze skupiny rychlé zdravotnické pomoci a rychlé lékařské pomoci. Naopak jedinými kraji, kde byl zaveden celoplošně systém rendez-vous, byl Liberecký kraj a hlavní město Praha.

## Obdobné výjezdové skupiny v zahraničí
Obdobné výjezdové skupiny, jako v Česku skupiny rychlé lékařské pomoci v systému rendez-vous, existují i v řadě dalších zemí. Například v Německu je systém podobný tomu českému, kdy lékaři vyjíždějí samostatně v osobních vozidlech, často také v malých dodávkových automobilech. V jednotlivých spolkových zemích se setkávací systém liší. V některých dalších zemích, například ve Švédsku, existují podobné výjezdové skupiny, jejichž součástí není lékař, ale kvalifikovaná zdravotní sestra, která má rozšířené kompetence v poskytování odborné přednemocniční neodkladné péče. V některých zemích, například na Slovensku, podobné výjezdové skupiny neexistovali vůbec (až od roku 2024 v Košicích, Trenčíne a Žiline). V řadě zemí se tak liší především složení výjezdových skupin a kompetence zdravotnického personálu.

## Galerie

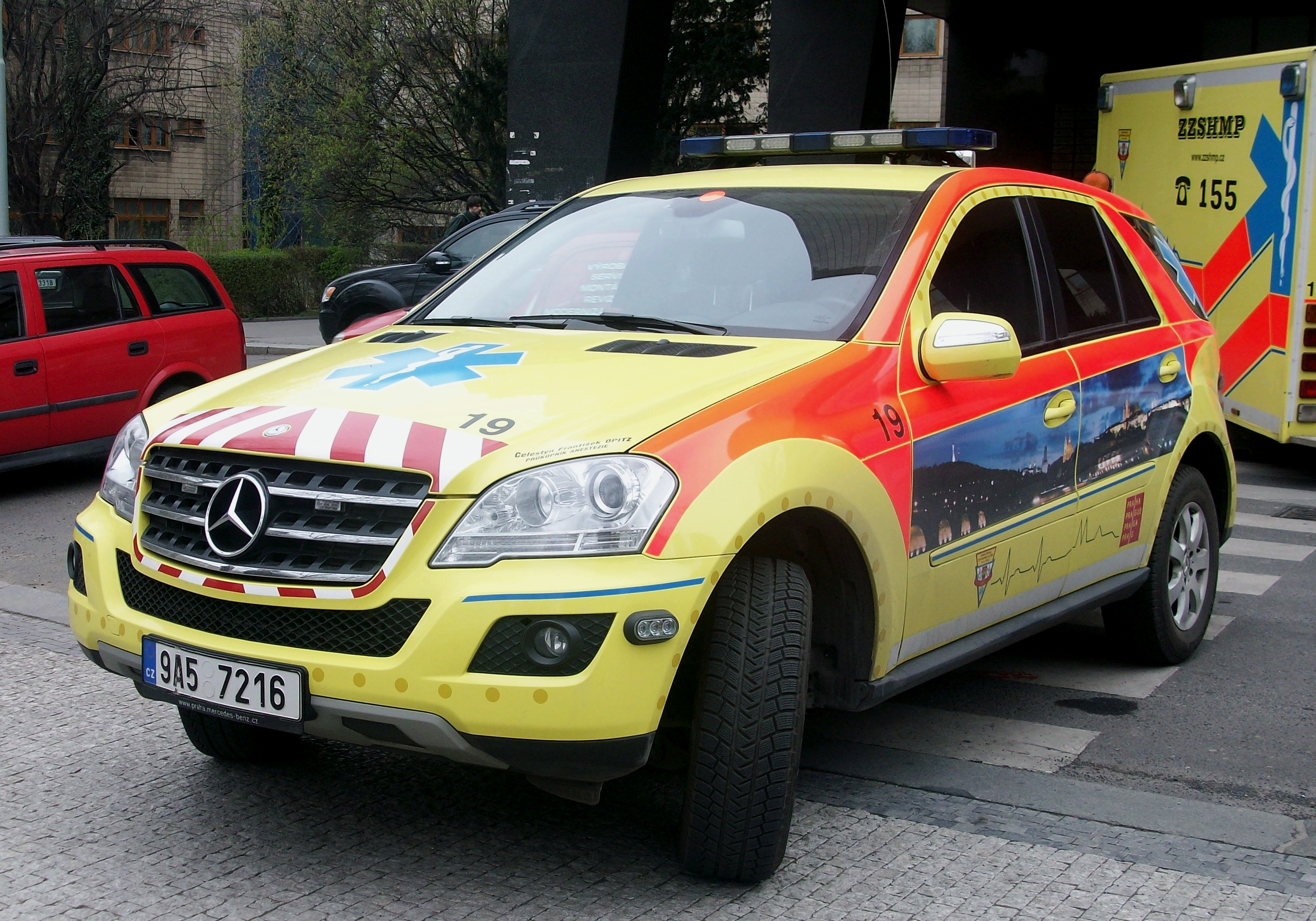
Mercedes-Benz ML Zdravotnické záchranné služby hlavního města Prahy
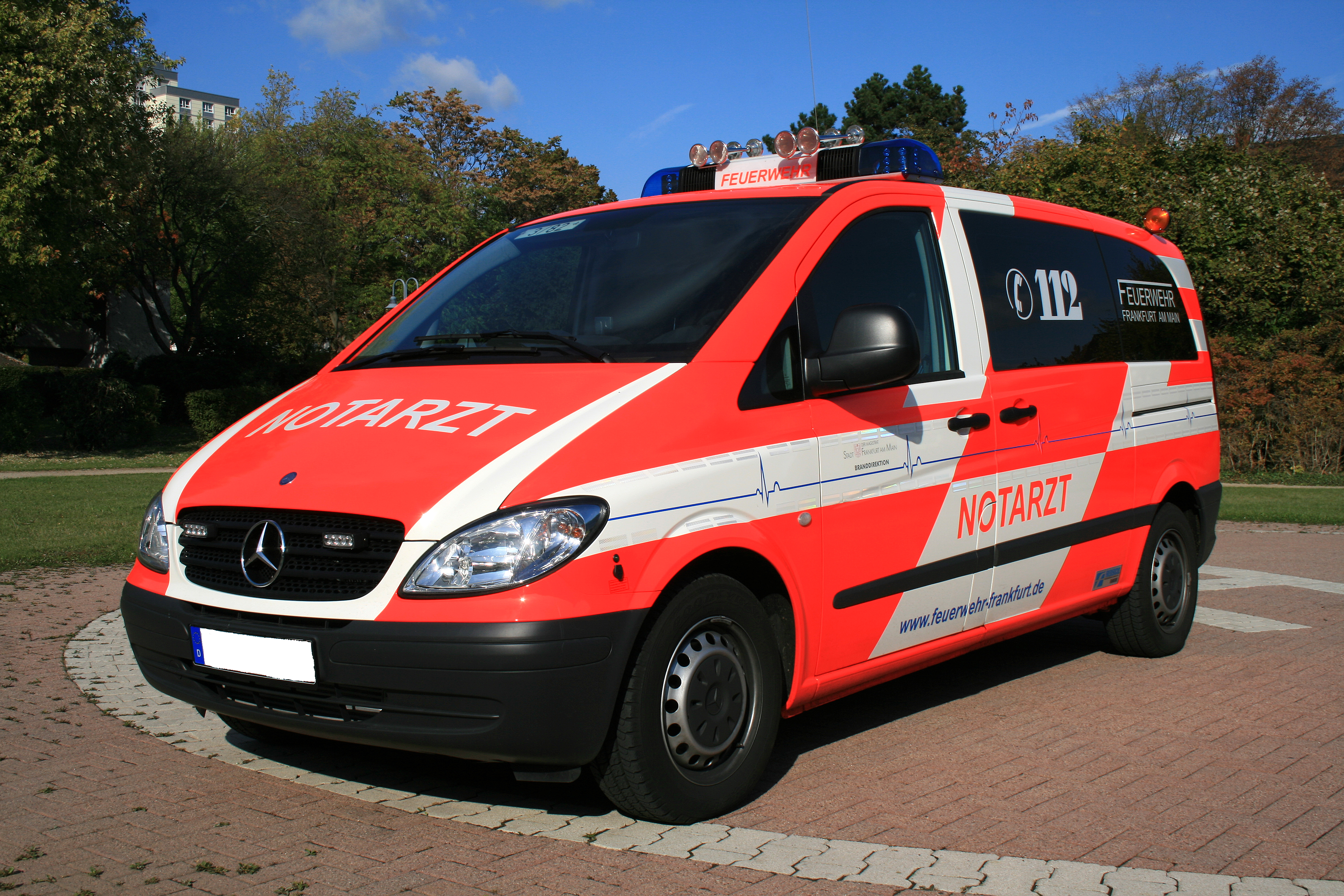
Lékařské vozidlo Mercedes-Benz Vito hasičů v německém Frankfurtu nad Mohanem
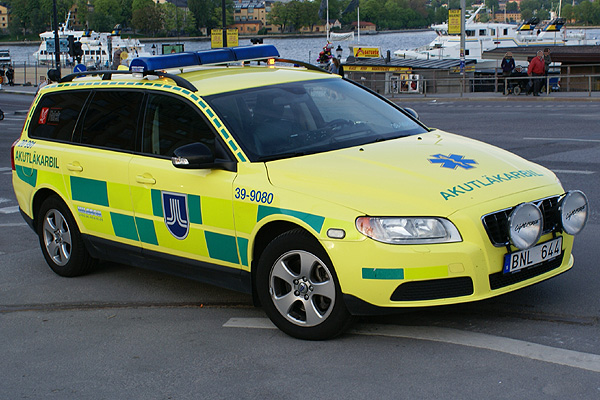
Volvo V70 ve Švédsku
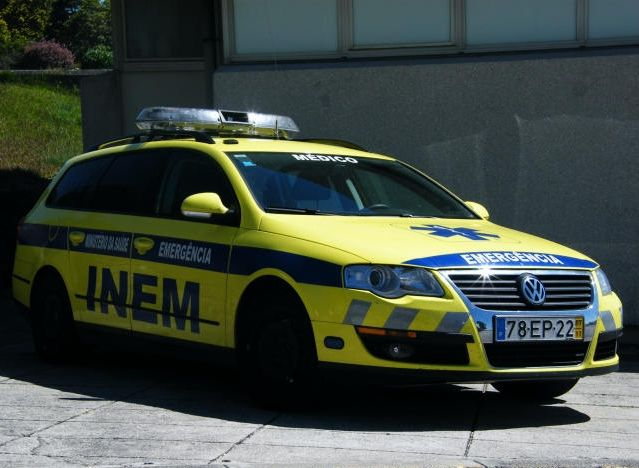
Volkswagen Passat v Portugalsku
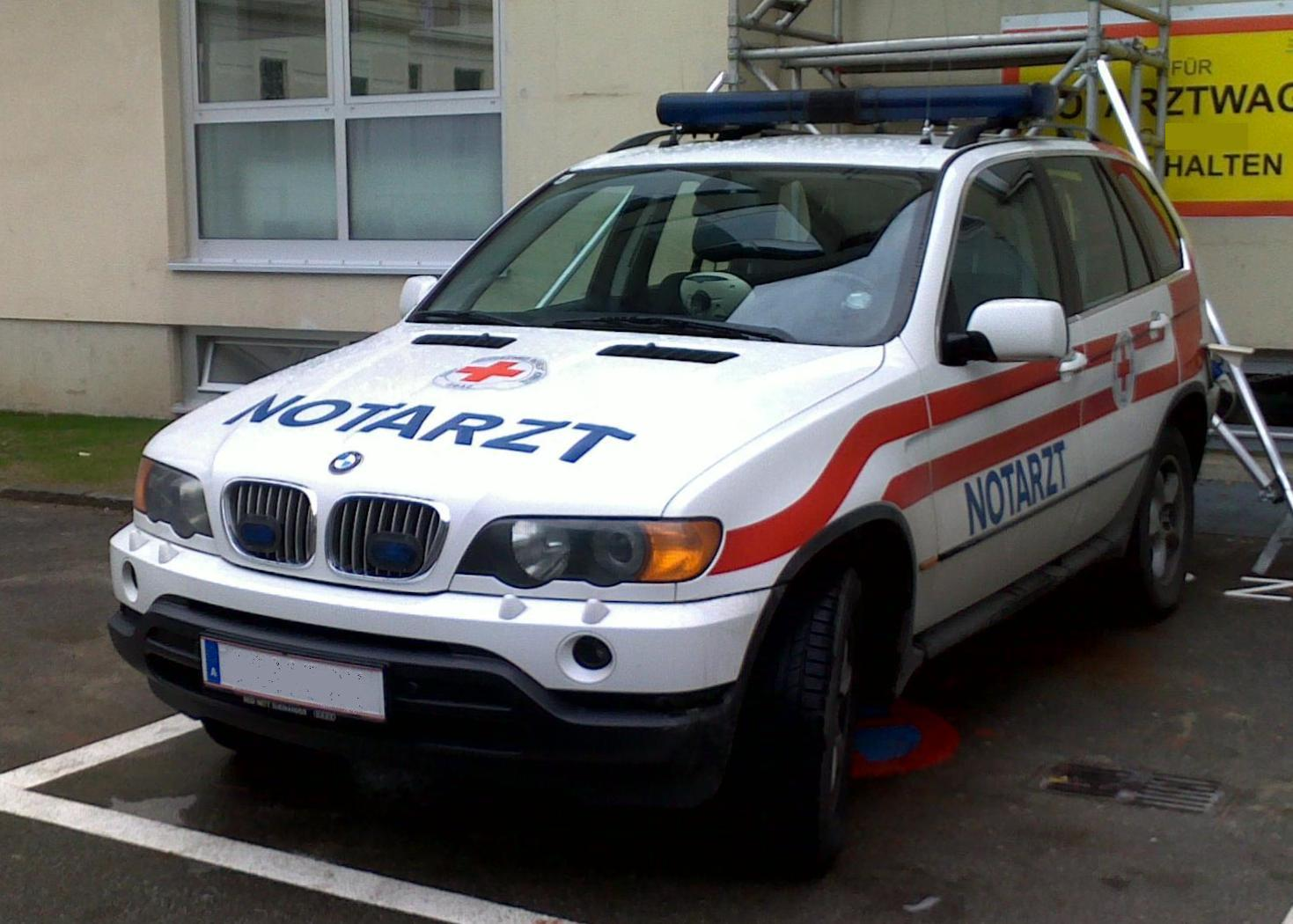
Lékařské vozidlo BMW X5 v rakouském Grazu